# Andrew S. Tanenbaum
Andrew Stuart (Andy) Tanenbaum, ook wel afgekort tot ast, (New York, 16 maart 1944) is emeritus hoogleraar aan de afdeling Computersystemen van de Vrije Universiteit in Amsterdam. Hij is het bekendst als auteur van Minix, een Unix-achtig besturingssysteem voor onderwijsdoeleinden, en om zijn informatica-studieboeken.
Hij is opgegroeid in White Plains. Hij ontving zijn bachelordiploma aan het Massachusetts Institute of Technology en zijn doctoraat aan UC Berkeley in 1971. Met zijn (Nederlandse) vrouw verhuisde hij naar Nederland, maar behield het Amerikaans staatsburgerschap. Van 2004 tot 2009 was Tanenbaum Akademiehoogleraar van de KNAW en als zodanig vrijgesteld van bestuurstaken en van het geven van onderwijs. Voorheen doceerde hij vakken over computerorganisatie, bedrijfssystemen en computernetwerken. Thans geeft hij weinig onderwijs meer, maar hij begeleidt nog wel afstudeerstudenten en promovendi.
Tanenbaum is alom bekend vanwege zijn werken op het gebied van de informatica, die beroemd zijn als standaardwerken in het vakgebied, in het bijzonder:
- Computer Networks, ISBN 0-13-066102-3
- Operating Systems: Design and Implementation, ISBN 0-13-638677-6
- Modern Operating Systems, ISBN 0-13-031358-0
- Distributed Systems, ISBN 0-13-121786-0

Minix was de inspiratie voor de Linuxkernel. Tanenbaum raakte betrokken in een beroemde Usenet-discussie in 1992 met Linus Torvalds, de bedenker van Linux, over de voor- en nadelen van Linus' simpele benadering met gebruikmaking van een monolithische kernel in plaats van de op een microkernel gebaseerde ontwerpen die Tanenbaum superieur achtte.
Hij heeft verder onder meer het besturingssysteem Amoeba geschreven.

## Amerikaanse verkiezingen
In de aanloop naar de Amerikaanse presidentsverkiezingen van 2004 opende Tanenbaum een eigen site, electoral-vote.com, waarin hij het verloop van de peilingen versloeg. In tegenstelling tot de grote sites als RealPolitics.com en Pollster.com volgde hij niet de landelijke polls van Gallup en Rasmussen, maar maakte zijn eigen statistische analyses aan de hand van peilingen per staat. Daarmee trok hij zoveel aandacht van de media dat hij tot 700.000 bezoekers per dag trok. Niettemin hield hij zijn identiteit geheim. Hij was bekend als The Votemaster. Pas een dag voor de verkiezingen wist men zijn identiteit te achterhalen.
In 2006 hield hij de Senaatsverkiezingen bij, en in 2008 opnieuw de presidentsverkiezingen. Zijn site houdt het midden tussen een blog en een nieuwssite.